# Praia do Esteiro
Sargaceiro recolhe sargaço do mar e uma sargaceira espalha-o na areia para secar.

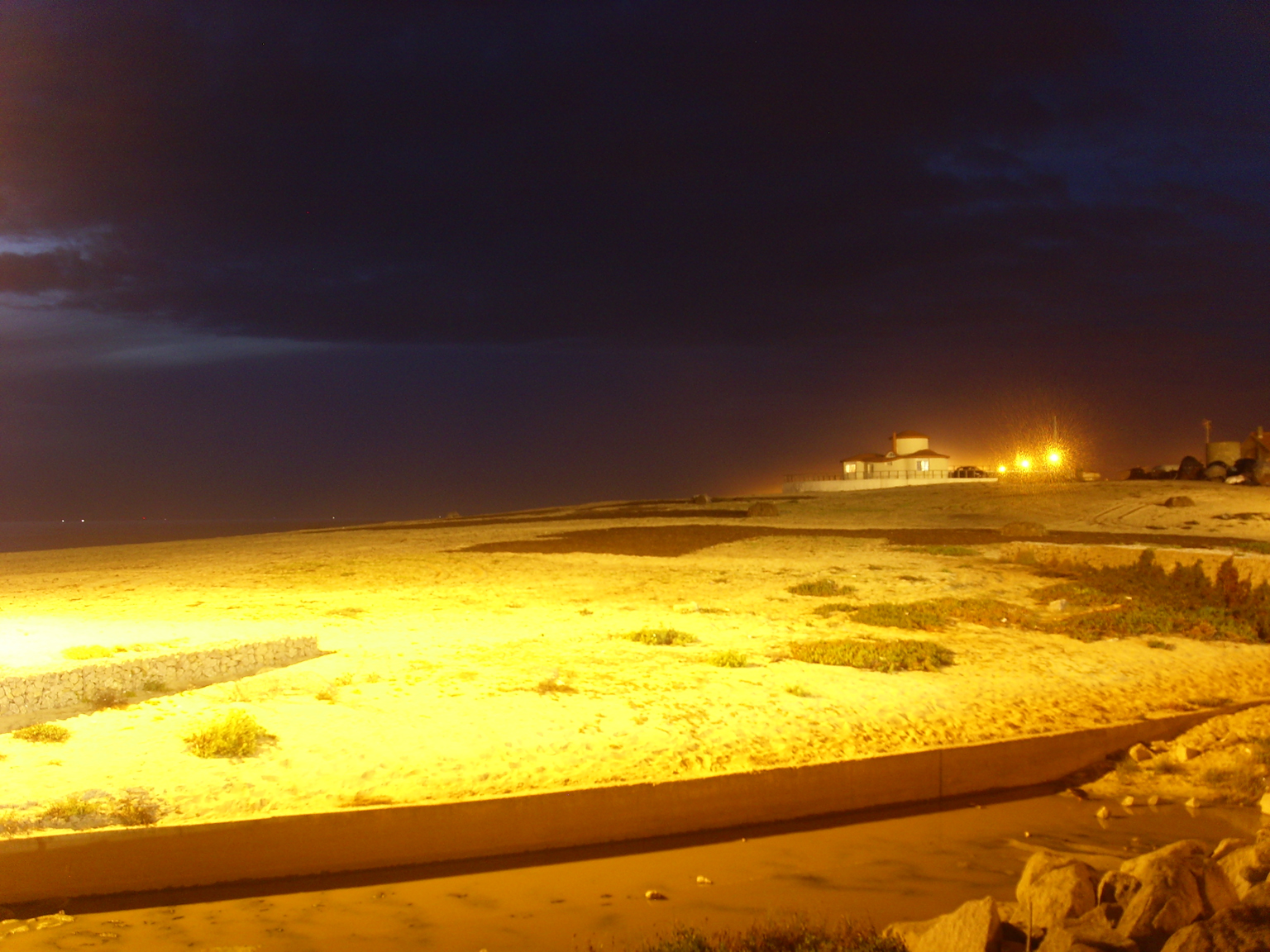
Praia do Esteiro à noite com sargaço a secar na areia e o rio do esteiro.

A Praia do Esteiro é uma larga praia marítima da Póvoa de Varzim, localizada entre a Praia da Fragosa e a Praia de Coim, na freguesia de Aver-o-Mar. A Praia do Esteiro é uma algo frequentada de areia branca com poucos ou nenhuns penedos.
A Praia divide-se da Praia da Fragosa pelo pequeno rio do Esteiro.